# Principi de Lund
El principi de Lund és un important principi en les relacions ecumèniques entre esglésies cristianes. Afirma que les esglésies han d'actuar juntes en tots els assumptes, excepte aquells en els quals profundes diferències de convicció les obliguen a actuar separadament.
Va ser acordat el 1952 per la Conferència Fe i Ordre del Consell Mundial d'Esglésies ocorregut a Lund, Suècia.